# 现实检查站

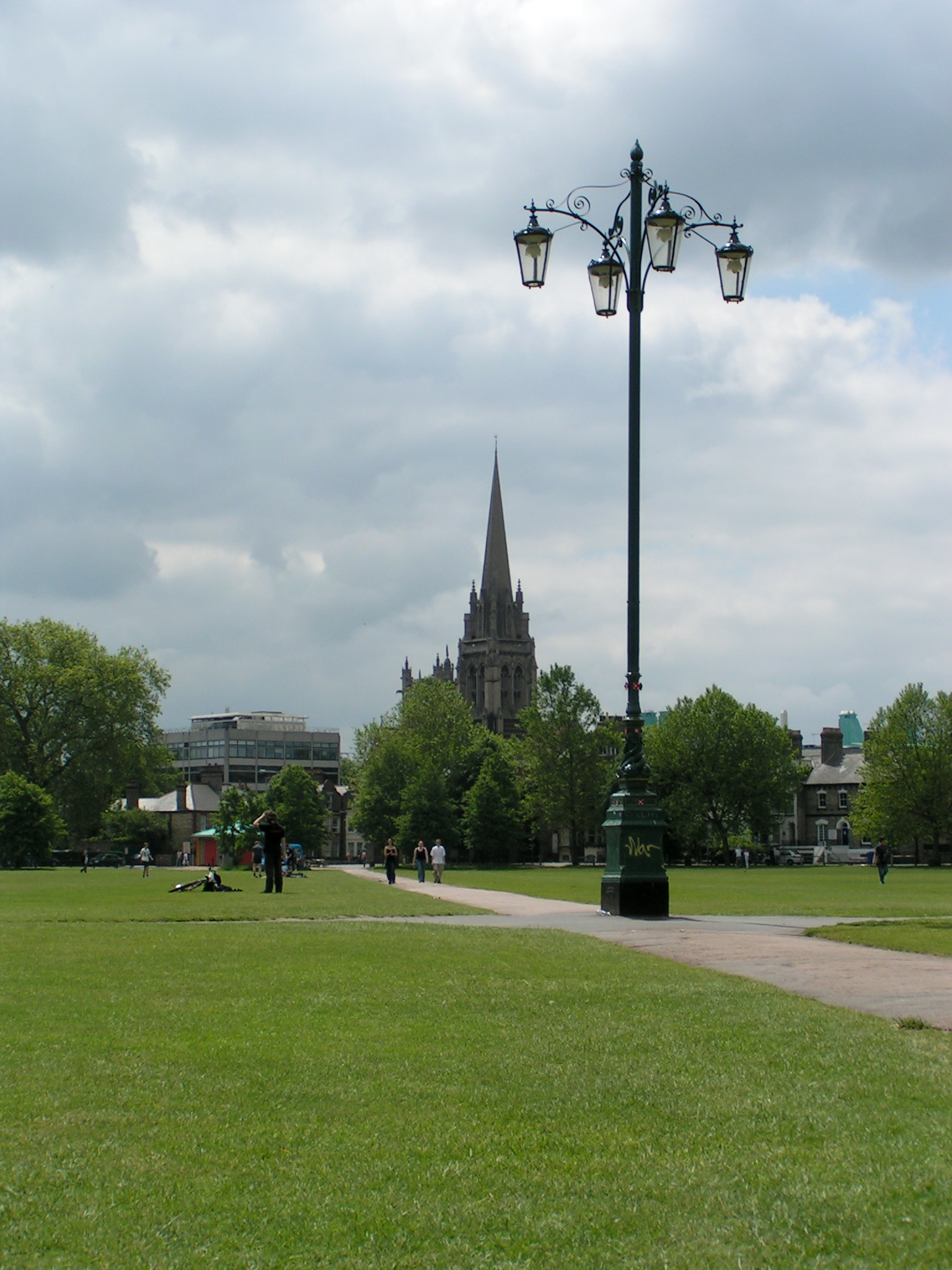
现实检查站

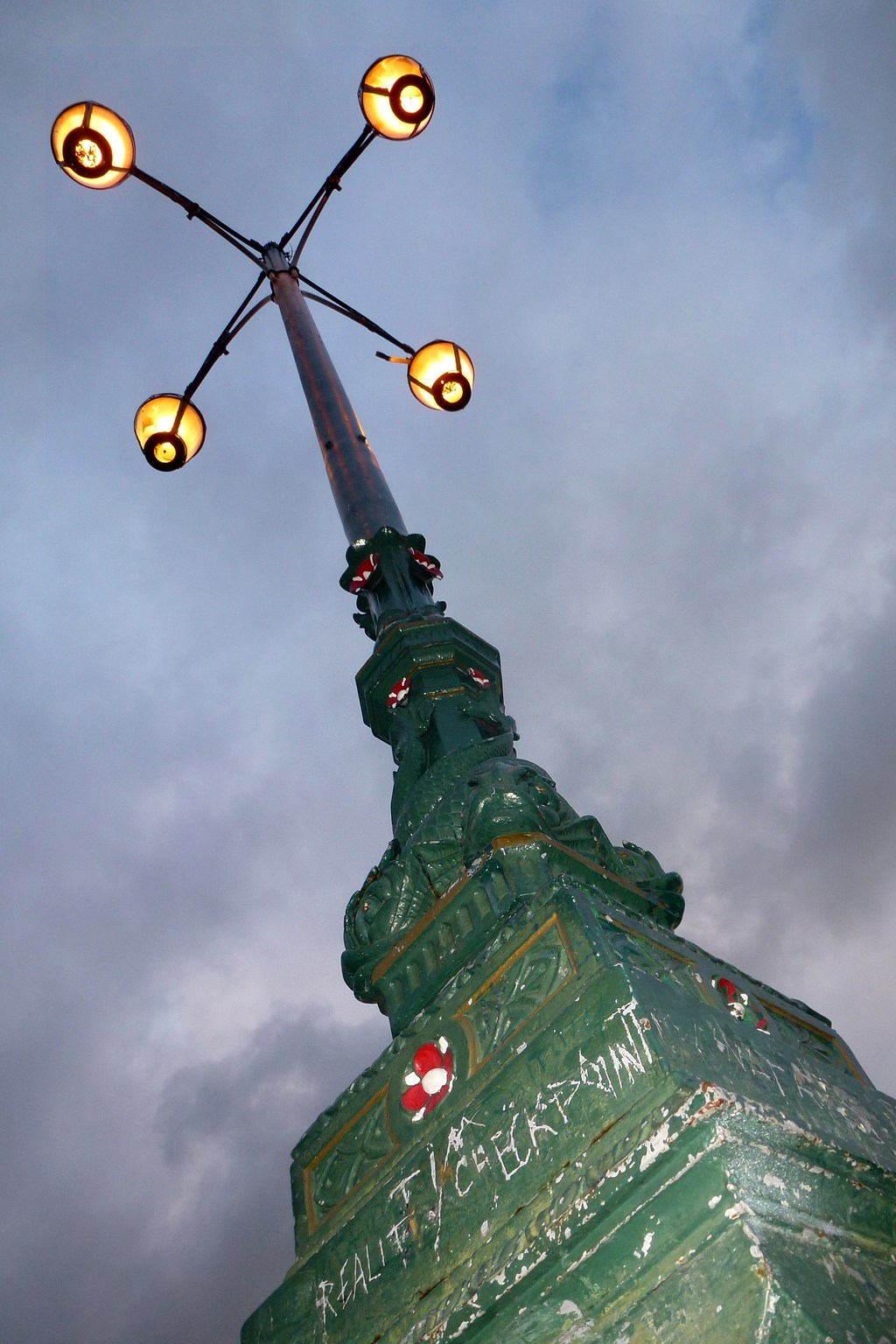
细部

现实检查站（Reality Checkpoint）是英国剑桥一个大型灯柱，位于帕克公园（Parker's Piece）中间，对角线路径的交叉点。这个名字来自于上世纪70年代初以来涂在灯柱上的非官方的题词。该灯柱也被认为是剑桥最古老的电灯灯柱。

## 解读
关于此名称的含义，有四种主要的理论。
1. 这可能标志着剑桥的中央大学区域（称为“现实泡沫”）与非学术当地人生活的“现实世界”之间的边界。凡通过者，要受警告检查自己的现实观念。[4] 剑桥学生在晚上穿越公园，前往磨房路的“现实世界”，通常包括选择磨房路上的一个酒吧，灯柱标志“现实假期”的结束，因为他们走回到剑桥市中心 - 回到了“泡沫”。
2. 因为灯柱是一个有用的地标，对于晚上—也许喝得酩酊大醉，或在雾中穿越公园的人们—因为它是几百码范围内唯一的光线。
3. 提醒喝醉的学生和市民，检查他们在经过只有几百米之遥的警察局之前，能否像一个清醒的人行走[5]
4. 灯柱位于两条步道相交的中间，一个没有调整到“现实”的行人很可能会撞上灯柱，因此是“现实检查站”。